# Fornex
Fornex (okzitanisch Hornèths) ist eine französische Gemeinde mit 107 Einwohnern (Stand 1. Januar 2022) im Département Ariège in der Region Okzitanien (zuvor Midi-Pyrénées); sie gehört zum Arrondissement Saint-Girons und zum Kanton Arize-Lèze.

## Lage
Fornex liegt im Massif du Plantaurel im Norden des Départements Ariège. Der Fluss Arize bildet teilweise die östliche Gemeindegrenze. Nächstgelegene Stadt ist das etwa 30 Kilometer (Luftlinie) ostsüdöstlich gelegene Pamiers; die Großstadt Toulouse ist knapp 70 Kilometer in nördlicher Richtung entfernt.
Die Gemeinde besteht aus mehreren Weilern (hameaux) und Einzelgehöften.

## Geschichte
Fornex war im Mittelalter eine der bedeutendsten Plätze der Nebenlinie Foix-Rabat des Hauses Foix in der Grafschaft Foix. Im Jahr 1263 wurde in einem Dokument ein Castrum de Furnellis erwähnt. Außer dem Schloss von Fornex gab es ein zweites Schloss, das Château de Baillard. Von diesem Schloss sind nur noch Ruinen erhalten. Schloss Fornex blieb bis ins 18. Jahrhundert im Besitz der Foix-Rabat und kam dann durch Heirat zum Haus de Sabran. 1804 brannte ein Teil des Schlosses nieder. Bis zur Französischen Revolution war Fornex Teil der Kastlanei Camarade. Die Gemeinde gehörte von 1793 bis 1801 zum District Mirepoix-Pamiers. Zudem war sie von 1793 bis 1801 Teil des Kantons Daumazan und von 1801 bis 2015 Teil des Kantons Le Mas d’Azil (1793–1801 unter dem Namen Kanton Mas d’Azis).

## Bevölkerungsentwicklung
| Jahr                       | 1962 | 1968 | 1975 | 1982 | 1990 | 1999 | 2006 | 2012 | 2019 |
| Einwohner                  | 165  | 146  | 120  | 121  | 126  | 126  | 109  | 114  | 113  |
| Quellen: Cassini und INSEE |      |      |      |      |      |      |      |      |      |

Im 19. Jahrhundert zählte der Ort teilweise über 400 Einwohner. Die zunehmende Mechanisierung der Landwirtschaft führte zu einem kontinuierlichen Absinken der Einwohnerzahlen bis auf die Tiefststände Anfang des 21. Jahrhunderts.

## Sehenswürdigkeiten
- Schloss Château de Fornex; der ursprüngliche Bau von 1263 ist nicht mehr erhalten. Der heutige Bau ist aus dem 15.–17. Jahrhundert, teilweise aus dem 19. Jahrhundert. Deshalb ist das Schloss als Monument historique eingestuft.[1]
- Kirche Saint-Antoine (früher Saint-Saturnin); im 19. Jahrhundert restauriert, mit einem Kirchturm aus dem Jahr 1902

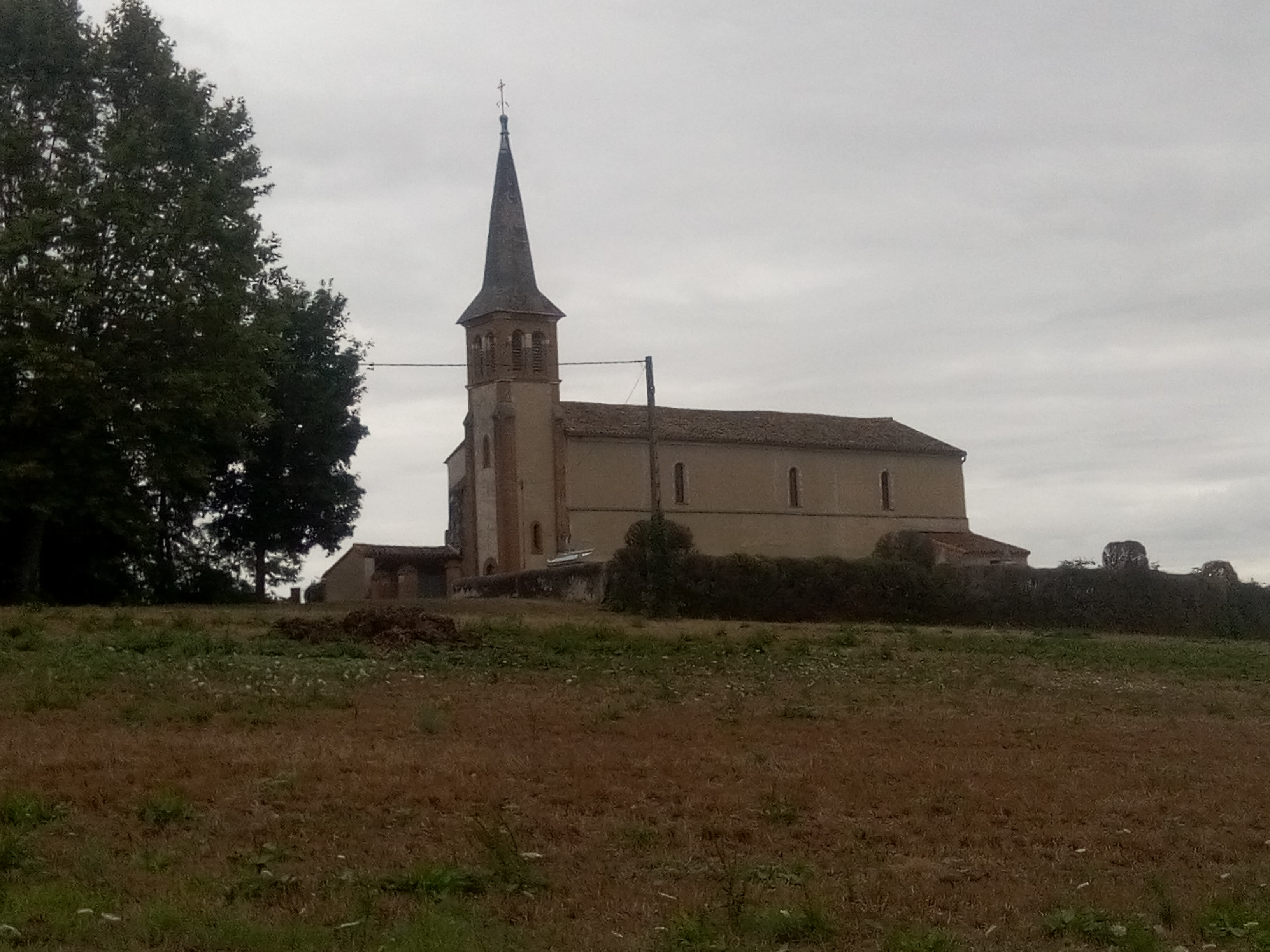
Kirche Saint-Antoine

- Wegkreuz